# Hellevad Sogn (Aabenraa Kommune)
 For alternative betydninger, se Hellevad Sogn. (Se også artikler, som begynder med Hellevad Sogn)
Hellevad Sogn er et sogn i Aabenraa Provsti (Haderslev Stift).
Hellevad Sogn hørte til Sønder Rangstrup Herred i Aabenraa Amt. Hellevad sognekommune blev ved kommunalreformen i 1970 indlemmet i Rødekro Kommune, der ved strukturreformen i 2007 indgik i Aabenraa Kommune.
I Hellevad Sogn ligger Hellevad Kirke. Under Erik af Pommerns krig mod holstenerne i begyndelsen af 1400-tallet blev landsbyen Egvad ødelagt. I stedet for at genopføre præstegården byggede man præstegård i Hellevad, som derefter blev betragtet som hovedsognet med Egvad Sogn som anneks.
I sognet findes følgende autoriserede stednavne:
- Brystrup (bebyggelse)
- Favsbjerg (areal)
- Gren (bebyggelse)
- Hellevad (bebyggelse, ejerlav)
- Hellevad Mark (bebyggelse)
- Hinderup (bebyggelse, ejerlav)
- Hydevad (bebyggelse, ejerlav)
- Hydevad Mark (bebyggelse)
- Kamp (bebyggelse)
- Klovtoft (bebyggelse, ejerlav)
- Lille Hellevad (bebyggelse)
- Lønholm (bebyggelse)
- Muspyt (bebyggelse)
- Nørrehede (bebyggelse)
- Smut-ind (bebyggelse)
- Svejlund (bebyggelse, ejerlav)
- Svejlundstok (bebyggelse)
- Under Bjerget (bebyggelse)
- Ørslev (bebyggelse, ejerlav)

## Afstemningsresultat
Folkeafstemningen ved Genforeningen i 1920 gav i Hellevad Sogn 355 stemmer for Danmark, 166 for Tyskland. Af vælgerne var 44 tilrejst fra Danmark, 32 fra Tyskland. 